# 毛果算盘子
毛果算盘子（学名：Glochidion eriocarpum）英文名稱是 Hairy-fruited Aacus plant，別名為漆大姑，是大戟科算盘子属下的一个种。

## 扩展阅读
維基物種上的相關：毛果算盘子